# Landseer
Landseer je německo-švýcarské mohutné psí plemeno, nápadně podobné novofundlandskému psu.

## Historie

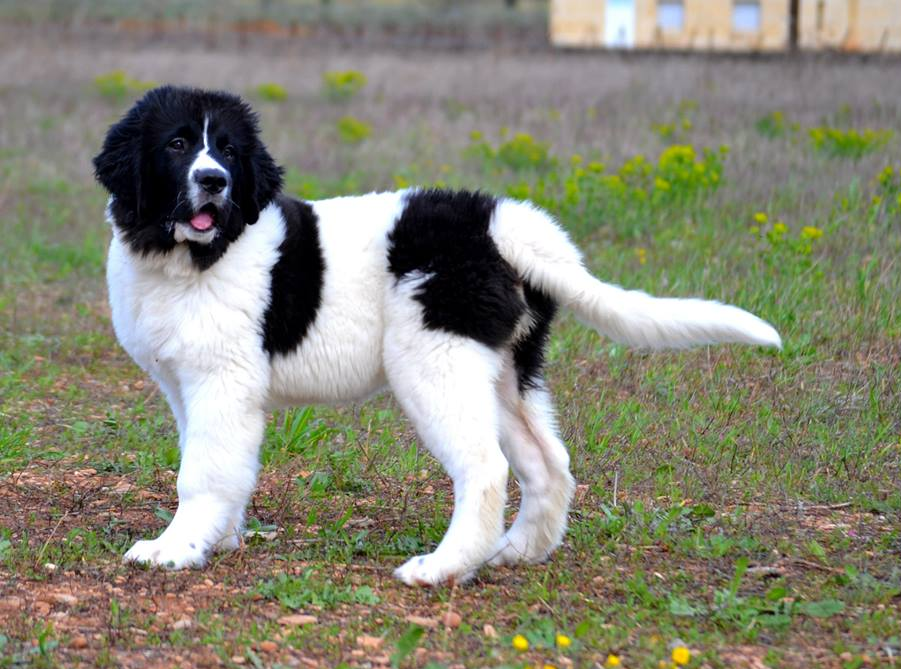
Tříměsíční štěně

Předci dnešních landseerů pocházeli z Anglie, jednalo se o těžké a mohutné psy, kteří byli zapřahováni do vozíků. Neoficiálně je za jejich zemi původu považována právě Anglie. Podle některých pramenů byl landseer vyšlechtěn z černobílých štěňat novofundlandského plemene, která byla původně utrácena. Tato štěňata byla pak křížena s oněmi tažnými psy. Druhá varianta je ta, že tažní psi z Anglie, kteří byli zapřahováni k vozíkům, byli kříženi s místními psy z Newfoundlandu, z čehož vznikl landseer. Jejich hlavním úkolem bylo cestovat na moři s rybáři, přičemž měli pomáhat s taháním sítí, aportovali předměty z vody a tahali malé čluny.

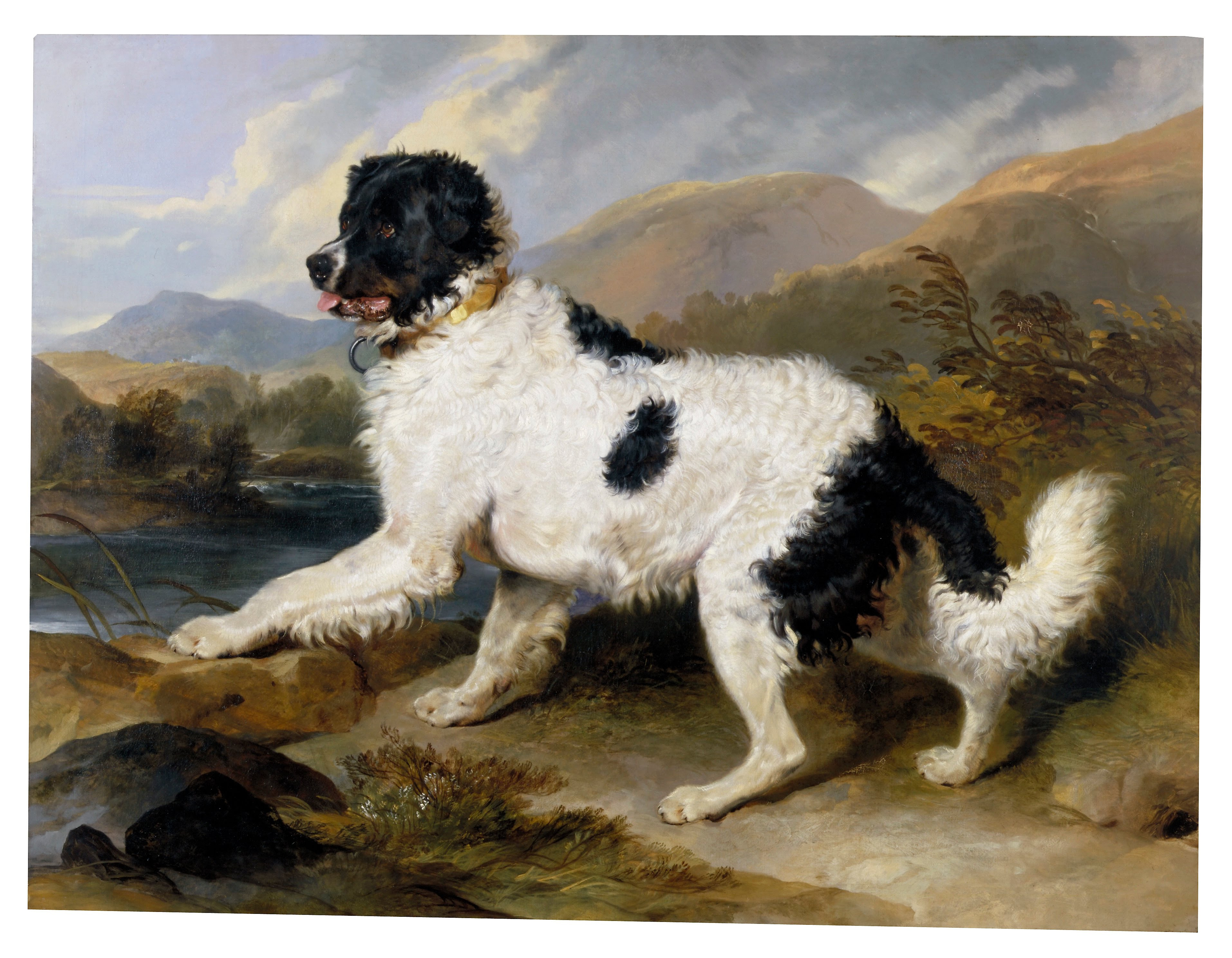
Černobílý novofundlanský pes na obraze Edwina Henryho Landseera

První zmínky o landseerech nalezneme v knize Pán podkovář z roku 1732. Další kniha, která se o nich zmiňovala, byla Historie Země a animace přírody z roku 1774. Jako samostatné plemeno je v Evropě uznáván od roku 1960, do té doby byl považován za barevnou varietu novofundlandského psa.
Oficiální používaná zkratka v Česku je LS. Sem se první landseer dostal koncem 70. let 20. století, šlo o fenu dovezenou z Německa.

### Původ jména
Pes byl pojmenován podle anglického umělce sira Edwina Henryho Landseera (1802–1873). Ten zachytil do té doby novofundlanské psy na své nejslavnější olejomalbě nazvané Důstojný člen lidské společnosti. Současně také založil pověřující listiny pro landseera.

## Vzhled
Jde o vysokého, mohutného a silného psa, působícího poněkud nemotorným a milým dojmem, obdélníkového rámce a s harmonickými proporcemi. Dlouhá, rovná srst, která pokrývá celé tělo, je čistě bílá s černými skvrnami na zadku a kříži a s černou kresbou na hlavě (měl by zůstat bílý čenich a lysina). Hmotnost těchto psů se pohybuje mezi 50 až 68 kg. U psů je výška 72–80 cm, u fen 67–72 cm.
Hlava je široká a robustní, s hluboko uloženýma očima mandlové nebo mahagonové barvy. Má trojúhelníkové středně velké uši se zaoblenou špičkou, které volně spadají podél hlavy. Krk krátký, ale silný a široký. Hluboký, prostorný, výrazně klenutý hrudník. Krátký, rovný a dobře osvalený hřbet. Ocas silný, dosahující nejdále k hleznům, bohatě osrstěný, v klidu směřuje dolů s mírným zahnutím na konci, při pohybu vodorovný.

## Povaha
Povahově je landseer přátelský, milý a hravý pes. Je vyrovnaný, klidný, ne příliš aktivní. Je bystrý a inteligentní. Zachoval si svůj skvělý vztah k vodě, což ho sice předurčuje jako možného vodního záchranáře, ale tito psi mnohdy neodolají ani vodě špinavé, třeba loužím a bahnům. Jsou to společenští psi, sami nejsou dobří hlídači a cizí vítají s radostí, imponují však a budí respekt svou velikostí, silou i vahou. Není dominantní ani tvrdohlavý. K dětem se hodí, ale je nutné dávat pozor, aby pes dítě nezalehl. S jinými psy vychází velmi dobře, je vhodné chovat je ve větší smečce psů. S jinými zvířaty bude vycházet, pokud s nimi bude seznámen již v raném věku.

## Nároky a chov
Landseera je nutné chovat venku, není to vhodný pokojový pes, přestože povahově se na něj hodí. Nemá rád horko a vydrží i tuhou zimu nebo nepřízeň počasí, před čímž jej uchrání hustá a dlouhá srst.
Jeho srst se musí často pročesávat, chuchvalce odstřihávat.
Je nutné myslet i na to, že stejně jako všechna velká plemena spotřebuje velké množství krmiva, které musí být vyvážené a speciálně určené pro velké psy. Je to hlavně proto, že v mládí rychle rostou a pokud kosti nebudou mít dostatek potřebných živin, mohou být ve vyšším věku postižené třeba artritidou nebo dysplazií kyčelního kloubu, kterou toto psí plemeno trpí.
Při narození štěňat se může stát, stejně jako u jiných velkých psů, že fena nedopatřením štěně umačká svoji vahou, proto je nutné to kontrolovat.